# 오일러의 법칙
아래는 오일러의 법칙 목록이다. 레온하르트 오일러는 스위스의 수학자이며 여러 중요한 발견과 발명을 했다.
- 웨어링의 문제
- 오일러의 거듭제곱의 합 추측
- 직교 라틴 방진
- 오일러 변환
- 오일러 운동 방정식
- 코시-오일러 방정식
- 오일러 방정식
- 오일러-라그랑주 방정식
- 오일러 공식
- 오일러 지표
- 오일러의 연분수 공식
- 리만 제타 함수
- 감마 함수
- 오일러 피 함수
- 오일러 항등식
- 오일러의 네 제곱수 항등식
- 오일러의 오각수 정리
- 오일러 수
- 오일러 수 (조합론)
- 오일러-마스케로니 상수
- 아이젠슈타인 정수
- 동차함수
- 테트레이션
- 오일러 삼각형 정리
- 자연수 분할
- 오일러 정리
- 오일러 프로젝트
- 오일러 방법
- 반-암시적 오일러 방법
- 오일러 치환
- 역 오일러 방법
- 오일러 각
- 오일러 벽돌
- 오일러 직선
- 오일러 특성류
- 오일러의 곱셈 공식